# Publius Sulpicius Quirinius
Publius Sulpicius Quirinius (omkring 50 f.Kr. till 21 e.Kr.) var en romersk ämbetsman. Han är känd som den romerske ståthållare över Syria och Judeen som används för att datera tiden för Jesu födelse i Lukasevangeliet.

## Karriär
Quirinius föddes kring 50 f.Kr. nära Rom i en förmögen familj som dock saknade politiskt inflytande. Han tjänstgjorde i Spanien, blev sedan guvernör över provinsen Kreta och Cyrenaika. År 12 f.Kr. utnämndes han till konsul. Han fick året därefter i uppgift bekämpa homonaderna i norra Syrien och Kilikien. Detta krig pågick åren 11–7 f.Kr. Han skickades som prokonsul till Pamfylien-Galatien år 6 f.Kr., och återvände efter några år till Rom efter en militär övervinning. År 6 e.Kr. avsattes Herodes Archelaos och Augustus utnämnde Quirinius som ståthållare över Syrien och över Iudaea (som lokal administratör över Judeen tillsattes Coponius). En av Quirinius första uppgifter var att genomföra en folkräkning för att kunna ta upp skatt. Detta ledde till seloternas revolt. År 7 e.Kr. avsatte Quirinius översteprästen Joazar och insatte Hannas i dennes ställe. Quirinius återvände till Rom år 12 och dog år 21.

## Quirinius och dateringen av Jesu födelse
I Lukasevangeliet i Bibeln omtalas Quirinius i introduktionen till berättelsen om Jesu födelse:
| ” | Vid den tiden utfärdade kejsar Augustus en förordning om att hela världen skulle skattskrivas. Det var den första skattskrivningen och den hölls när Quirinius var ståthållare i Syrien. | „ |

Lukas uppgift har bringat bibelforskare ett visst huvudbry eftersom den judiske historieskrivaren Josefus angett att en skattskrivning under Quirinius hölls i Israel år 6–7 e.Kr., och vissa menar att ingen annan skattskrivning är historiskt belagd. Skattskrivningar av det här slaget hölls emellertid vart fjortonde år. Om det hölls en år 6-7 e.Kr. skulle det dessförinnan ha hållits en 7-8 f.Kr. Det vill säga då Jesus måste ha varit född om det var under Herodes regering.
Ur Matteusevangeliet kan utläsas att Jesus föddes under Herodes den stores regeringstid, och Herodes dog år 4 f.Kr., och att Josef och Maria med Jesus återvände från Egypten efter Herodes död och då hans son Herodes Archelaos kommit till makten. 

### Försök till harmonisering
Nyckeln som brukar användas för att lösa denna ekvation är tveksamheter i översättningen av två av de grekiska orden i originaltexten. För det första framgår det av den grekiska texten egentligen bara att det rörde sig om en folkräkning – inte att den har med skatteuppbörden att göra. 
I sin självbiografi skriver kejsar Augustus: "Därefter, ännu en gång [efter den tidigare folkräkningen år 28 f.Kr.], med maktbefogenhet som konsul, genomförde jag ensam ett lustrum [offer vid en folkräkning för beskattningsändamål] när Gajus Censorinus och Gajus Asinius var konsuler." Denna folkräkning från kejsaren år 8 f.Kr. tycks ha sammanfallit med den skattskrivning (census) som hölls vart fjortonde år den syriska provinsen. Ordet πρώτη ("första") kan nämligen tänkas syfta på att det rör sig om en tidigare folkräkning genomförd av Quirinius, rimligen då tidigare än den stora skattskrivningen år 6 e.Kr., vilken Lukas utifrån omnämnande i Apostlagärningarna 5:37 uppenbarligen kände till. Detta innebär i så fall att Quirinius tillskrivs en folkräkning genomförd före hans kända period som ståthållare - antingen under en okänd mandatperiod eller under hans tid som prokonsul. En alternativ tolkning är att ordet πρώτη syftar till att tala om att det rör sig om folkräkningen genomförd före Quirinius makttillträde.